# 凯布斯王国
凯布斯王国，又称特米纳布安领地（Petuanan Teminabuan），是印度尼西亚西南巴布亚省的一个特希特人传统政权。该政权被认为是特米纳布安地区最具影响力的政权之一。该政权处于赛洛洛夫王国的势力范围之内，而后者的统治中心位于萨拉瓦蒂岛的赛洛洛夫。该政权在其存在的后期，臣服于蒂多雷苏丹国；1920年代，蒂多雷苏丹国的使者授予特米纳布安首领“凯布斯国王”的头衔。目前，凯布斯王室仍然保留，但没有正式的政治权力。